# Alice Archenhold
Alice Archenhold (apellido de nacimiento Markus ; 27 de agosto de 1874-9 de febrero de 1943) fue una astrónoma alemana cuyo esposo fue su compañero astrónomo Friedrich Simon Archenhold.
Alice Markus se casó con Friedrich Simon Archenhold en julio de 1897 y tuvieron 5 hijos juntos. Fue arrestada y deportada (junto con su hija Hilde) al campo de concentración de Theresienstadt, donde murió el 9 de febrero de 1943. Es conmemorada en la tumba de su marido en el Zentralfriedhof Friedrichsfelde, Berlín. 
En 2010, una calle en Treptow-Köpenick pasó a llamarse Alice Archenhold Weg.